# Omobranchus elegans
Omobranchus elegans is een straalvinnige vissensoort uit de familie van naakte slijmvissen (Blenniidae). De wetenschappelijke naam van de soort is voor het eerst geldig gepubliceerd in 1876 door Franz Steindachner. Hij af aan de soort de naam Petroscirtes elegans. De vindplaats van zijn specimen was Nagasaki.
De soort komt voor in het noordwesten van de Stille Oceaan, rond zuidelijk Japan, het Koreaans Schiereiland en het schiereiland Shandong in China. De soort wordt 6 centimeter lang.